# 전건 긍정
논리학에서 전건 긍정(前件肯定, 영어: affirming the antecedent) 또는 긍정 논법(肯定論法, 라틴어: modus ponens 모두스 포넨스[*], 약자 MP) 또는 함의 소거(含意消去, 영어: implication elimination)는 가언 명제와 그 전제로부터 그 결론을 유도해내는 추론 규칙이다. 즉, “만약 P이면, Q이다”와 “P이다”에서 “Q이다”를 추론한다.

## 정의
전건 긍정은 다음과 같은 추론 형식이다.:184, §16.3.1
{\displaystyle {\begin{matrix}P\implies Q\qquad P\\\hline Q\end{matrix}}}
또는
{\displaystyle P\implies Q,P\vdash Q}
여기서
- {\displaystyle P}, {\displaystyle Q}는 논리식을 나타내는 메타 변수이다. (즉, 실제 사용 시 구체적인 논리식으로 대체될 수 있다.)
- {\displaystyle \implies }는 함의이다.
- 수평선은 증명 과정의 이웃한 두 단계를 구분하는 메타 논리 기호이다.
- {\displaystyle \vdash }는 왼쪽에 놓인 논리식들로부터 오른쪽에 놓인 논리식을 증명할 수 있음을 나타내는 메타 논리 기호이다.

## 성질
전건 긍정은 고전 (명제/1차/2차/고차) 논리에서 성립한다. 보다 일반적으로, 전건 긍정은 직관 (명제/1차/2차/고차) 논리에서도 성립한다. LP(3가 논리의 일종)는 전건 긍정이 성립하지 않는 논리 체계의 한 예이다.

## 같이 보기
- 후건 부정